# Lucija Hranjec
Lucija Hranjec Seifert (Čakovec, 30. srpnja 1982.) bivša je hrvatska kazališna, televizijska i filmska glumica, danas profesorica povijesti u VII. gimnaziji u Zagrebu.

## Filmografija

### Televizijske uloge
- "Ah, taj Ivo!" kao djevojka (2012.)
- "Dobre namjere" kao prostitutka (2008.)
- "Zakon ljubavi" kao Klara Bakić (2008.)
- "Zauvijek susjedi" kao Anđa (2007. – 2008.)
- "Nova lova" (2006. – 2007.)

### Filmske uloge
- "Trajna posudba" (kratki film) kao djevojka u videoteci (2010.)

## Vanjske poveznice
- Lucija Hranjec u internetskoj bazi filmova IMDb-u (engl.)